# Hyposcada crypta
Hyposcada crypta is een vlinder uit de familie Nymphalidae. De wetenschappelijke naam van de soort is voor het eerst geldig gepubliceerd door James John Joicey & William James Kaye.